# Sarima carinata
Sarima carinata är en insektsart som beskrevs av Schmidt 1910. Sarima carinata ingår i släktet Sarima och familjen sköldstritar. Inga underarter finns listade i Catalogue of Life.